# Cnidoscolus rangel
Cnidoscolus rangel là một loài thực vật có hoa trong họ Đại kích. Loài này được (M.Gómez) McVaugh mô tả khoa học đầu tiên năm 1944.